# Стикларија (Јаши)
Стикларија (рум. Sticlăria) насеље је у Румунији у округу Јаши у општини Скобинци. Oпштина се налази на надморској висини од 393 m.

## Становништво
Према подацима из 2002. године у насељу је живело 1826 становника, од којих су сви румунске националности.